# Neacomys guianae
Neacomys guianae је глодар из породице хрчкова (лат. Cricetidae). 

## Распрострањење
Врста има станиште у Бразилу, Венецуели, Гвајани и Суринаму.

## Станиште
Врста Neacomys guianae има станиште на копну.

## Начин живота
Исхрана врсте Neacomys guianae укључује семе. 

## Угроженост
Ова врста није угрожена, и наведена је као последња брига јер има широко распрострањење.

### Популациони тренд
Популација ове врсте је стабилна, судећи по доступним подацима.